# Ruská Volová
Ruská Volová (rusínsky Руська Волова) je slovenská obec ležící v okrese Snina. Žije zde 85 obyvatel.

## Historie
První písemná zmínka o obci pochází z roku 1609.

## Turistické zajímavosti
- řeckokatolický chrám z roku 1891
- pamětní tabule Fedorovi Hlavatému, zbojníkovi žijícímu v 15. století